# Synowiocyt
Synowiocyt - komórka błony maziowej torebki stawowej. Pochodzące ze szpiku kostnego synowiocyty A są makrofagami, ich rola polega na absorpcji i degradacji patogenów i resztek z jamy stawowej. Synowiocyty B są fibroblastami pochodzenia lokalnego, mającymi unikatowe wypustki cytoplazmatyczne, nazwane dendrytycznymi z uwagi na liczne rozgałęzienia. Produkują składniki macierzy międzykomórkowej.